# Street Sharks
Street Sharks var en amerikansk animerad TV-serie om brottsbekämpande humanoida hajar, likt vad Teenage Mutant Ninja Turtles är humanoida sköldpaddor. Den producerades av DIC Entertainment och sändes ursprungligen i syndikering under perioden 1 september 1994-1 maj 1995. Senare samarbetade Street Sharks med Dino Vengers från Extreme Dinosaurs och serien blev Street Sharks and the Dino Vengers. Precis som liknande TV-serier marknadsfördes actionfigurer vid samma namn, skapade av David Siegel.
I det första avsnittet testar universitetsprofessor Dr. Paradigm sin genmanipulationsteknik på en spjutfisk och hummer. Dr. Bolton, en professor som försökte förstöra Dr. Paradigms forskning, förvandlades till ett monster. Paradigm kidnappade Dr. Boltons fyra söner – John, Bobby, Coop, och Clint – och förvandlade dem till hajar. Senare flydde de från polisen och dök ner i en sjö. De planerade att ta Dr. Paradigm till fånga så att de kunde bli människor igen och avsluta Dr. Paradigms genetiska experiment.
I kommande avsnitt försökte Dr. Paradigm övertala invånarna i Fission City att Street Sharks (som de kallades) var elaka och muterades av sin far Dr. Bolton. Bröderna samarbetade i varje avsnitt för att stoppa Dr. Paradigm från att mutera alla invånare i Fission City till mutanter utan egen vilja.
En av karaktärernas favorit-catchphrase var "Jawsome", och deras favoritmat var hamburgare och pommes frites (även om de också äter sådant som inte är mat). Bröderna avskyr dock pizza, en indirekt referens till Teenage Mutant Ninja Turtles som är berömda för sitt pizzaätande. Precis som Teenage Mutant Ninja Turtles, fanns det planer i Sverige på att dubba detta program till svenska. Det förverkligades aldrig då series ansågs impopulärt.

## Lista över avsnitt

### Säsong 1
- Episod 1: Shark Bait (1995)
- Episod 2: Shark Bite (1995)
- Episod 3: Shark Storm (1995)

### Säsong 2
- Episod 1: Sharquest
- Episod 2: Lone Shark
- Episod 3: Shark 'n' Roll
- Episod 4: Fresh Water Shark
- Episod 5: Shark Treatment
- Episod 6: Road Sharks
- Episod 7: Sharkfight
- Episod 8: Skysharks
- Episod 9: Shark of Steel
- Episod 10: Shark Source

### Säsong 3
- Episod 1: Jurassic Shark (1996)
- Episod 2: Sir Sharkalot
- Episod 3: Shark to the Future
- Episod 4: First Shark
- Episod 5: Rebel Sharks
- Episod 6: Space Sharks
- Episod 7: A Shark Among Us
- Episod 8: To Shark or Not to Shark
- Episod 9: Eco Sharks
- Episod 10: Close Encounters of the Shark Kind
- Episod 11: Satellite Sharks
- Episod 12: Cave Sharks
- Episod 13: Shark Wars
- Episod 14: Shark Father
- Episod 15: Shark Hunt
- Episod 16: Card Sharks
- Episod 17: Shark Jacked
- Episod 18: Turbo Sharks
- Episod 19: 20,000 Sharks Under the Sea
- Episod 20: Ancient Sharkonauts
- Episod 21: Sharkotic Reaction
- Episod 22: Sand Sharks
- Episod 23: Shark Quake
- Episod 24: Super Shark
- Episod 25: Jungle Sharks
- Episod 26: Trojan Sharks
- Episod 27: Shark-apolypse Now!

## Mattels Street Sharks-actionfigurer
Från 1994 till 1996 släppte Mattel actionfigurer.

### Hand Shark (1994)
- #13443 Ripster

### Basfigurer (1995)
- Slash (1994)
- Slobster (1994)
- Killamarisquid
- #12253 Jab – The Hammerhead Shark (Motto: “Hit is head-on!”)
- #12254 Ripster – Great White Shark (Motto: “Bite is Might!”)
- #12255 Blades – The Tiger Shark (Motto: “Cut to the quick.”)
- #12256 Big Slammu - The Whale Shark (Motto: “Lower the boom!”)
- #13438 Rox - Make Shark (Motto: “Let’s wreck & roll!”)
- #13439 Streex - Tiger Shark (Motto: “Time to Sign-Off Seaviates!”)
- #13440 Moby Lick - Killer Whale (Motto: “I blow them away!”)
- #14037 Slugger Slammu - Whale Shark (Motto: “One-Two Big Slammu!”)
- #14038 Jet Pack Jab - Hammerhead Shark (Motto: “The Sky’s the Limit!”)
- #14039 Power Bite Piranoid - Half Human / Half Piranha (Motto: “Those sharks are fishtory!”)
- #14040 Radical Bends - Homo Sapiens (Human) (Motto: “Help is just around the Bends!”)
- #14041 Repteel - Electric Eel (Motto: “I’ll turn those sharks into sushi!”)
- #15030 Mecho-Shark
- #15034 Pool Shark Ripster - Great White Shark (Motto: “Rack ‘em up boys!”)
- #15036 Mantaman - Manta Ray (Motto: “Let’s wing it!”)
- #15038 Turbo Jab - Hammerhead Shark (Motto: “Let’s hammerhead ‘em off at the pass!”)

### Fordon (1995)
- #15028 Shark Force Jet
- #15029 Shark Force Tank

### Night Fighters (1996)
- #15041 Trap Jaw Ripster - Great White Shark
- #15042 Stingshot Streex - Tiger Shark
- #15043 Hydrofire Jab - Hammerhead Shark

## Hemvideo
I slutet av september 2012 meddelade Mill Creek Entertainment att man planerade att släppa serien på DVD under tidigt 2013.
Den 19 februari 2013 släppte Mill Creek Entertainment serien på DVD i Region 1.
Den 16 januari 2018 återutgavs serien på DVD i Region 1.

## Street Sharks på andra språk än engelska
- Finska: Katuhait
- Franska: Street Sharks: les requins de la ville
- Italienska: Street Sharks - Quattro Pinne All' Orizzonte
- Polska: Rekiny wielkiego miasta
- Portugisiska: Os Tubarões da Rua
- Spanska (Latinamerika): Los Tiburones Del Asfalto
- Spanska (Spanien): Street Sharks
- Tyska: Street Sharks

### Fotnoter
1. ↑  ”Overview” (på engelska). TV.com. http://www.tv.com/shows/street-sharks/. Läst 28 december 2015.
2. ↑  David Lambert (25 september 2012). ”Street Sharks - DVD Plans Come to Light for the Popular Mid-'90s DiC Animated Series” (på engelska). TV Shows on DVD. Arkiverad från originalet den 26 januari 2018. https://web.archive.org/web/20180126185216/http://www.tvshowsondvd.com/news/Street-Sharks-DVDs-Planned/17530. Läst 26 januari 2018.
3. ↑  David Lambert (11 december 2012). ”Street Sharks - Date, Cost, and Box Art for 'The Complete Series' on DVD!” (på engelska). TV Shows on DVD. Arkiverad från originalet den 25 oktober 2015. https://web.archive.org/web/20151025162232/http://www.tvshowsondvd.com/news/Street-Sharks-The-Complete-Series/17853. Läst 26 januari 2018.
4. ↑  ”Street Sharks - The Complete Series” (på engelska). TV Shows on DVD. 19 februari 2013. Arkiverad från originalet den 26 januari 2018. https://web.archive.org/web/20180126185537/http://www.tvshowsondvd.com/releases/Street-Sharks-Complete-Series/12977. Läst 29 december 2015.
5. ↑  David Lambert (18 oktober 2017). ”Street Sharks - Swimming Back to DVD: 'The Complete Series' from Mill Creek” (på engelska). TV Shows on DVD. Arkiverad från originalet den 19 oktober 2017. https://web.archive.org/web/20171019112028/http://tvshowsondvd.com/news/Street-Sharks-The-Complete-Series/23741. Läst 26 januari 2018.
6. ↑  ”Street Sharks - The Complete Series” (på engelska). TV Shows on DVD. 16 januari 2018. Arkiverad från originalet den 26 januari 2018. https://web.archive.org/web/20180126185512/http://www.tvshowsondvd.com/releases/Street-Sharks-Complete-Series/17753. Läst 26 januari 2018.